# Zinsdorf (Uebigau-Wahrenbrück)

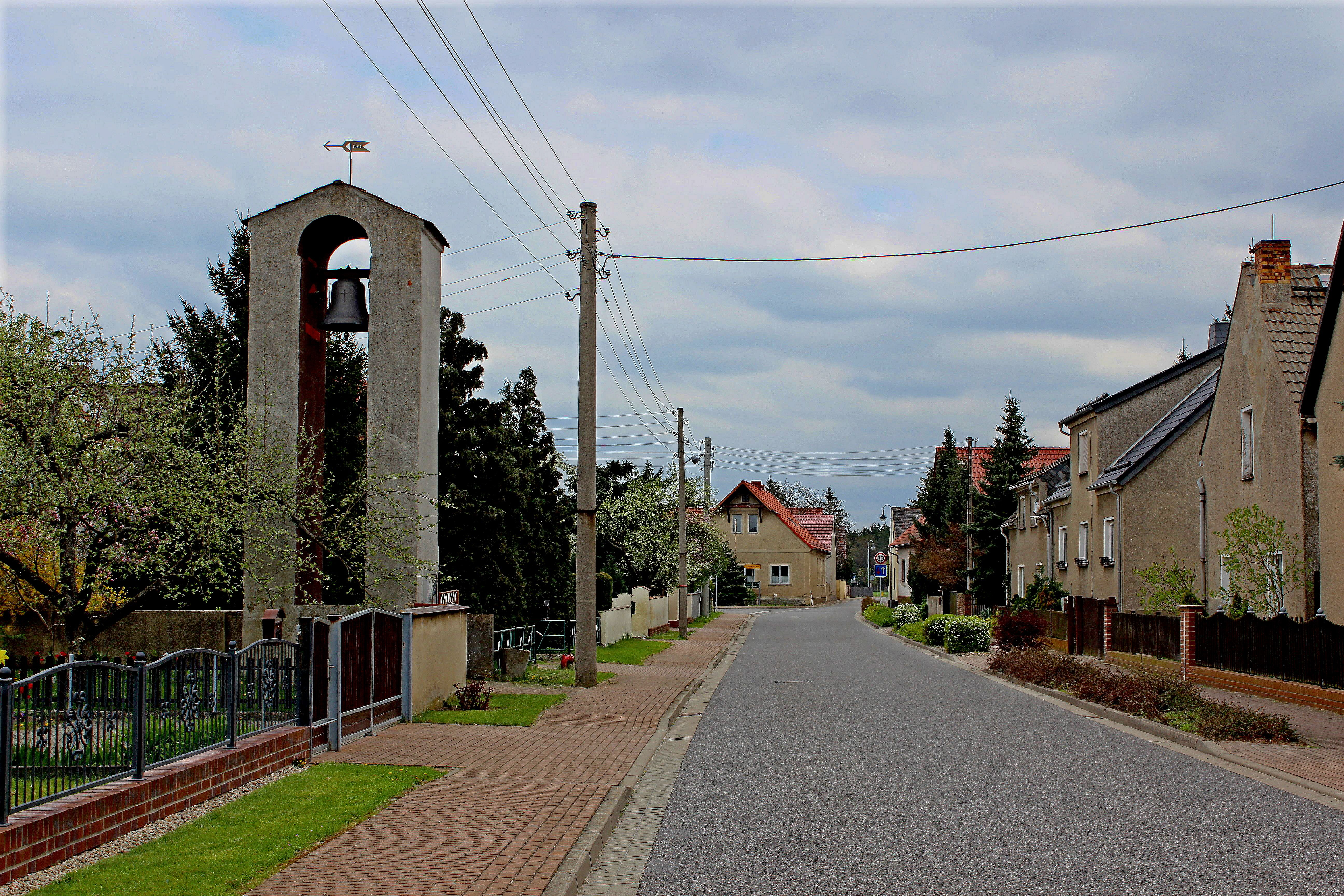
Zinsdorf

Zinsdorf ist ein Ortsteil der Gemeinde Uebigau-Wahrenbrück im südbrandenburgischen Landkreis Elbe-Elster. Er befindet sich etwa zwei Kilometer westlich von Wahrenbrück im Naturpark Niederlausitzer Heidelandschaft.

## Geschichte

### Mittelalter und urkundliche Ersterwähnung
Erstmals urkundlich erwähnt wurde der Ort im Jahre 1275 als „Cendorf“.
Zu jener Zeit gehörte das Dorf zum Herrschaftsbereich der Herren von Ileburg, die unter anderem auf der Burg in Bad Liebenwerda saßen. Weitere in historischen Urkunden vorkommende Schreibweisen des Ortsnamens waren im Laufe der Jahrhunderte unter anderem:  Cendorff, Stinsdorf, Stynsdorff, Zynnsdorff, Zinßdorf und das in der Gegenwart verwendete Zinsdorf.
Im Jahre 1300 wurde Zinsdorf dann in einer Urkunde erwähnt, in der das Kloster Dobrilugk die Mahlfreiheit in zwei Wahrenbrücker Mühlen für die Orte Wöllersdorf, Marxdorf, Bönitz, Beiersdorf, Zinsdorf, Grabow, Nexdorf, Schilda, Wildgrube, Beutersitz, Rothstein, Winkel und Wahrenbrück von Otto von Ileburg erkaufte. 1384 wurde dann schließlich der Ileburger Vasall Hansen von Weltewitz mit Zinsdorf belehnt. In einer weiteren Urkunde aus dem Jahre 1398 wurden Hansen und sein Vetter Heinrich von Weltewitz mit Zinsdorf (Stinßdorff) sowie den Wüstungen Redern und Grabow (Grabau) sowie mit den neuen Mühlen, das heutige Neumühl belehnt. Diese Urkunde berechtigte unter anderem zur unendlichen Haltung von Schafen.
Weitere mit Zinsdorf in Verbindung stehende Lehnsbriefe aus dieser Zeit gibt es unter anderem aus den Jahren 1399, 1455, 1466, 1526, 1548, 1554 und 1628.

### Wiederbesiedlung nach dem Dreißigjährigen Krieg

Zinsdorf auf einer geschichtlichen Karte des Kreises Liebenwerda (1910).

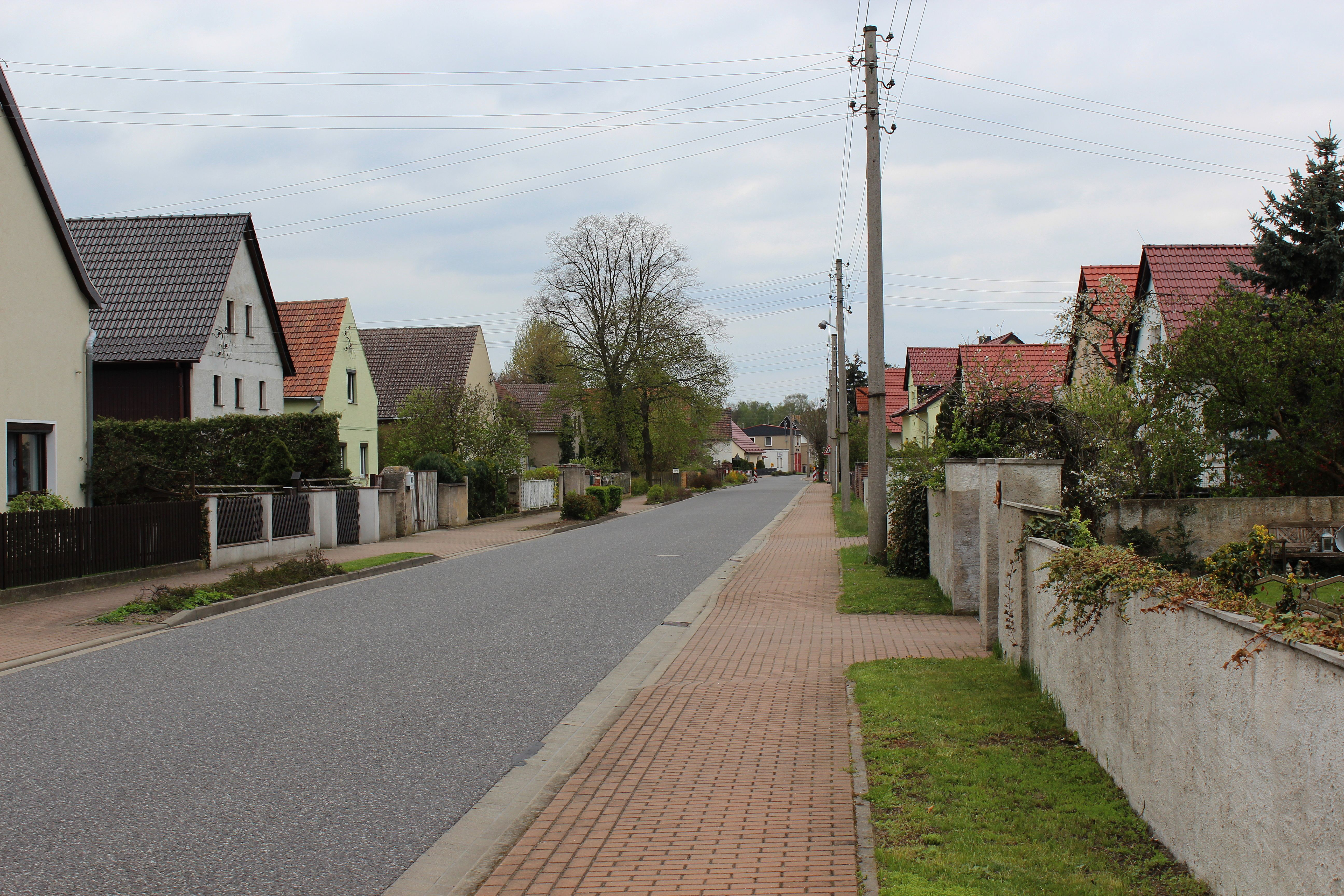
Breite Straße

Die ursprünglich wohl in Uebigau sesshaften Weltewitze verlegten im 16. Jahrhundert ihren Sitz nach Lönnewitz, wodurch Zinsdorf hierhin abgabepflichtig wurde. Das Dorf, das verwaltungstechnisch dem Amt Liebenwerda zugeordnet war, wurde wie viele Orte in der Umgebung während des Dreißigjährigen Krieges weitgehend dem Erdboden gleichgemacht. Der Ort galt zwischenzeitlich als völlig eingegangen. Die von Weltewitz verstanden es in der Folgezeit allerdings das Dorf wieder zu besiedeln, in dem die sich hier ansiedelnden Bauern unter anderem zunächst für einige Jahre von den Abgaben befreit wurden. Nachdem in Zinsdorf 1644 noch zunächst nur fünf Bauern ansässig waren, waren es fast 100 Jahre später wieder 19.

### Lönnewitzer Patrimonialgerichtsbarkeit
Der Lönnewitzer Rittergutsbesitzer Dam von Weltewitz teilte seinen Lönnewitzer Besitz im April 1712 in Alt- und Neu-Lönnewitz. Wenig später verstarb er. Noch bis zum Ende des 18. Jahrhunderts besaß dieses Adelsgeschlecht auch die Patrimonialherrschaft über Lönnewitz und die zur Herrschaft gehörigen Orte. Die Patrimonialgerichtsbarkeit über Zinsdorf und Neumühl war bei der Teilung auf die neu entstandene Herrschaft Neu-Lönnewitz über gegangen. Nachweisbar ist, dass das Gut noch 1827 die Patrimonialgerichtsbarkeit über Neu-Lönnewitz, das Dorf Zinsdorf sowie das Vorwerk Neumühle an der Schwarzen Elster besaß. Die Patrimonialgerichtsbarkeit wurde in Preußen dann schließlich im Jahre 1849 ganz abgeschafft. Fragmente des einstigen Neu-Lönnewitzer Gutsarchivs mit seinen Gerichtsakten werden in der Außenstelle Wernigerode des Landesarchivs Sachsen-Anhalt aufbewahrt.

### Schulgeschichte
Bereits im 17. Jahrhundert soll es im Dorf sogenannte „Kinderlehrer“ gegeben haben. Ein erstes bekanntes Schulhaus befand sich vermutlich in der Ortsmitte von Zinsdorf. Dieses fiel allerdings im Jahre 1826 einem verheerenden Dorfbrand zum Opfer, bei welchem ein Großteil von Zinsdorf eingeäschert wurde. Da ein Neubau von der Gemeinde finanziell nicht leisten war, baute man schließlich am damaligen östlichen Ende des Dorfes als Ersatz ein Gebäude kurzerhand um. Dieses Gebäude bestand aus einem Klassenraum sowie einer Stube mit Küche und Keller. Es galt als sehr klein und die Wände waren feucht. Die Lebensbedingungen der Lehrer waren dadurch denkbar schlecht, wodurch es vorgekommen sei, dass einer der in Zinsdorf tätigen Lehrer und seine Frau
öfters unter dem Wechselfieber litten. 1882 wurde schließlich ein neues Schulgebäude errichtet und das alte Schulhaus später als Holzstall genutzt.
In der Gegenwart werden die Kinder des Dorfes zunächst in der Grundschule „Erich Schindler“ in Wahrenbrück eingeschult.

### Einwohnerentwicklung
1835 zählte Zinsdorf 33 Wohnhäuser mit 190 Einwohnern. An Vieh wurden 35 Pferde, 161 Stück Rindvieh, 210 Schafe und 20 Schweine gezählt.
| 1875 | 198 |  | 1933 | 192 |  | 1964 | 206 |
| 1890 | 215 |  | 1939 | 173 |  | 1971 | 208 |
| 1910 | 200 |  | 1946 | 278 |  | 2016 | 154 |
| 1925 | 218 |  | 1950 | 300 |  | 2019 | 147 |

### Jüngere Vergangenheit
Zinsdorf wurde am 1. Januar 1977 in die Stadt Wahrenbrück eingemeindet. Am 31. Dezember 2001 wurden dann Wahrenbrück und die Stadt Uebigau mit den Gemeinden Bahnsdorf, Drasdo sowie Wiederau zusammengeschlossen.
Der Ort zählt heute 177 Einwohner.

## Sehenswürdigkeiten
- Glockenturm